# The Originals (sèrie de televisió)
The Originals és una sèrie de televisió estatunidenca de gènere dramàtic creada per Julie Plec. La sèrie és derivada de Diaris de Vampirs, creada per Kevin Williamson i Plec, basada en la sèrie de llibres homònima escrita per Lisa Jane Smith. La sèrie és protagonitzada per Joseph Morgan, Daniel Gillies i Claire Holt, i va estrenar-se el 3 d'octubre del 2013.

## Argument
Seguint una pista misteriosa que s'està gestant un complot contra seu, Klaus viatja a la ciutat que ell i la seva família van ajudar a construir: Nova Orleans. La investigació de Klaus el porta a un retrobament amb el seu antic protegit, Marcel, un vampir que té el control total dels habitants humans i sobrenaturals de la ciutat. Decidit a ajudar el seu germà a trobar la redempció, Elijah va a la recerca d'en Klaus i aviat s'adona que Hayley també ha arribat al barri francès buscant-hi pistes sobre la seva història familiar, i ha caigut en mans d'una poderosa bruixa anomenada Sophie, qui els revela una cosa que fa a Klaus replantejar-se les coses i que pot tornar a unir la seva família. Les tensions entre les faccions sobrenaturals de la ciutat estan a punt de trencar-se mentre Marcel governa com a absolut. Per a Klaus, la idea de respondre davant el seu poderós protegit és impensable, i es compromet a recuperar el que algun cop va ser seu, per això, juntament amb Elijah, forma una difícil aliança amb les bruixes per assegurar que Nova Orleans es regirà per Els Originals un cop més.

## Repartiment
Principals
- Joseph Morgan com a Niklaus Mikaelson.
- Daniel Gillies com a Elijah Mikaelson.
- Claire Holt com a Rebekah Mikaelson.
- Phoebe Tonkin com a Hayley Marshall/Andrea Labonair.
- Charles Michael Davis com a Marcel Gerard.
- Daniella Pineda com a Sophie Deveraux.
- Leah Pipes com a Camille O'Connell.
- Danielle Campbell com a Davina Claire.
- Riley Voelkel com a Freya Mikaelson

Secundaris
- Michael Trevino com a Tyler Lockwood.[1]
- Nathaniel Buzolic com a Kol Mikaelson.
- Sebastian Roché com a Mikael.[2]
- Callard Harris com a Thierry Vanchure.
- Eka Darville com a Diego.
- Malaya Rivera Drew com a Jane-Anne Deveraux.
- Karen Kaia Livers com a Agnes.[3]
- Steven Krueger com a Josh Rosza.[4]
- Alexandra Metz com a Katie.[5]
- Shannon Kane com a Sabine/Celeste Dubois.[6]
- Shannon Eubanks com a Bastiana Natale.
- Todd Stashwick com al pare Kieran.[2]
- Raney Branch com a Celeste Dubois.
- Shane Coffey com a Tim.[7]
- Matt Kabus como Sean O'Connell.
- Elyse Levesque com a Genevieve.

## Episodis
| Temporada | Temporada         | Episodis | Emissió original | Emissió original |
| Temporada | Temporada         | Episodis | Inici            | Final            |
| --------- | ----------------- | -------- | ---------------- | ---------------- |
|           | Pilot             | 1        | 25               | 25               |
|           | Primera temporada | 22       | 3                | N/A              |